# ファイヤーハウス

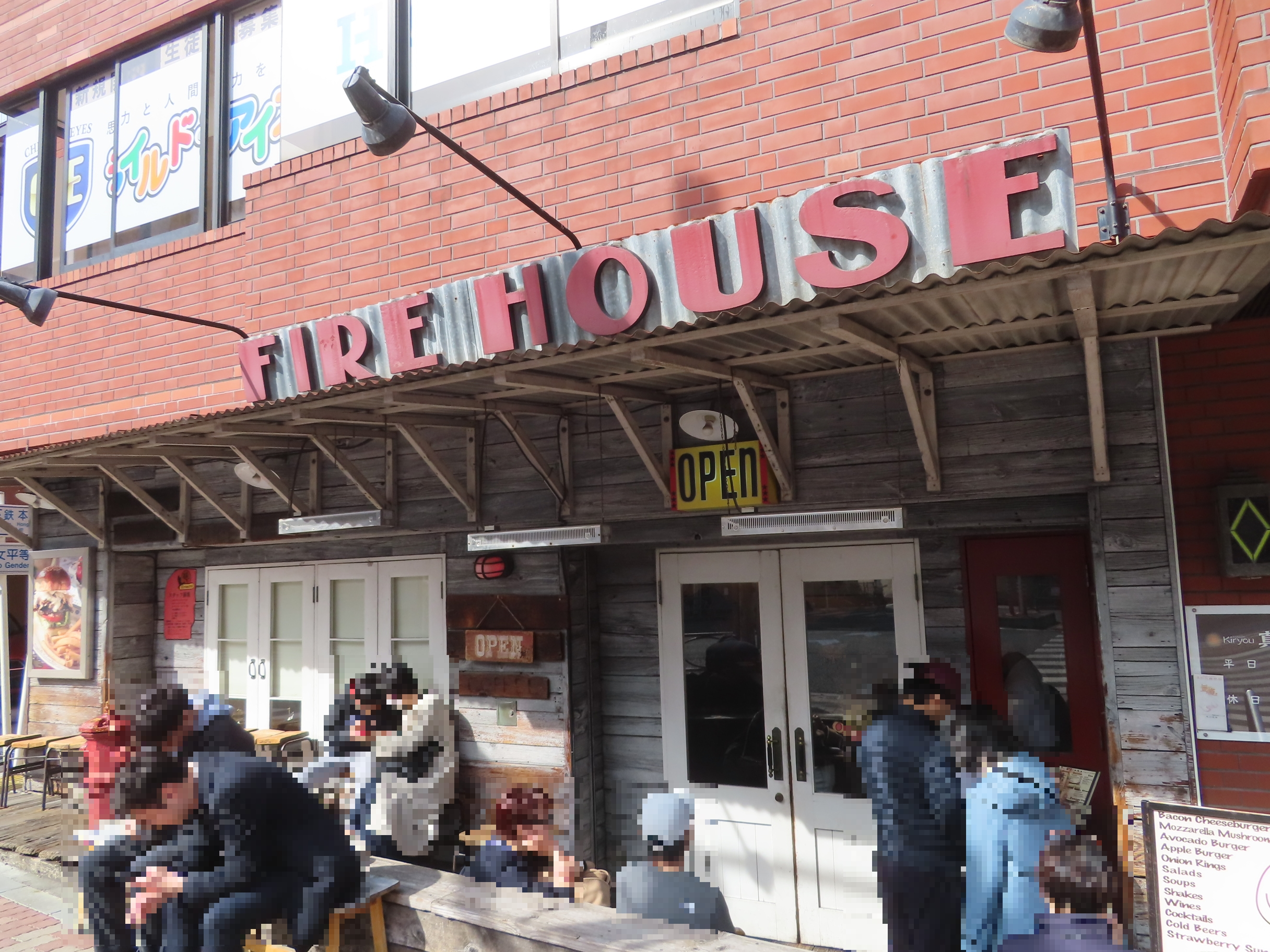
店舗外観（2025年2月）

ファイヤーハウス（FIRE HOUSE）は、東京都文京区本郷三丁目で営業するハンバーガー店。

## 概要
日本の「第一次グルメバーガーブーム」に火を点けた店舗と呼ばれ、日本のハンバーガー界を牽引し続けている（2016年時点）店舗である。
1996年開業。外壁に使用されている木材は樹齢120有余年のものを使用し、アメリカのダイナーの雰囲気を漂わす。このような店構えもファイアーハウスが先駆者である。
リンゴをシナモンなどで煮込んで合わせた「アップルバーガー」で知られる。塩、コショウのみで味付けされたオーストラリア産牛肉のパティの塩気とリンゴの甘さのバランスが良いとされる。
ファンゴー（1995年創業、東京都三宿）、ブラザーズ（2000年創業、東京都人形町）と合わせて「バーガー御三家」とされることもあり、これらの3店舗で働いて独立開業する人が、日本のハンバーガー界を牽引したと言われる。
ファイアーハウスから独立した人はオペレーション力の高さを挙げると共に、マネジメント力が身についたと語る。予測と実績を一致させ店舗をコントロールする技術、予算に合わせてスタッフと資材を準備する、混雑のピークを乗り越えるようスタッフをマネジメントする力のことである。スタッフが独立開業していって入れ替わっているにも関わらず、日々のクオリティを高く維持し続け、トップクラスの繁盛店であることを継続していることは、標準化された作業が受け継がれていることの証ともいえる。

## 歴史
オーナーの吉田大門は高校からアメリカ合衆国オレゴン州、ロスアンゼルスに留学をしていたが、金がなくてハンバーガーしか食べられない日々を過ごした。日本に戻った後に「おいしいハンガーガーが食べたい」とハンガーガーの研究を行うようになった。アメリカのハンバーガーはパティがパサパサであったが、吉田はパティに牛の赤身肉に脂を加えることで肉汁があふれるパティを考案した。
ファイヤーハウス以前、日本においてはハンバーガーはジャンクフード的な扱い、認識がされていたが、こだわりを尽くしたファイヤーハウスのハンバーガーは「グルメバーガー」の先駆となった。

## 店名について
英語の「FIRE HOUSE」は「消防署」の意味であるが、吉田は火（火事）を消すのではなく、より強い炎を燃やす「炎の店」の意として店名を付けている。